# Dorstenia caimitensis
Dorstenia caimitensis là một loài thực vật có hoa trong họ Moraceae. Loài này được Urb. mô tả khoa học đầu tiên năm 1929.